# تشم درواهي (دوراهي)
تشم درواهي (بالفارسية: چم درواهی) هي قرية تقع في إيران في قسم درواهي الريفي. يقدر عدد سكانها بـ 68 نسمة بحسب إحصاء 2016.